# QV1
QV 1 est un des tombeaux situé dans la vallée des Reines, dans la nécropole thébaine, sur la rive ouest du Nil face à Louxor en Égypte.

## Description
QV 1 est une tombe anonyme datant de la XVIIIe dynastie.